# Alcis faustinata
Alcis faustinata är en fjärilsart som beskrevs av W. Warren 1897. Alcis faustinata ingår i släktet Alcis och familjen mätare. Inga underarter finns listade i Catalogue of Life.